# Lae Mbentar
Lae Mbentar is een bestuurslaag in het regentschap Pakpak Bharat van de provincie Noord-Sumatra, Indonesië. Lae Mbentar telt 206 inwoners (volkstelling 2010).